# Challenger de Glasgow 2015
El AEGON GB Pro-Series Glasgow - The Scottish Championships 2015 fue un torneo de tenis profesional jugado en canchas duras. Fue la primera edición del torneo que fue parte de la ATP Challenger Tour 2015. Tuvo lugar en Glasgow, Reino Unido, entre el 2 y el 8 de febrero de 2015.

## Jugadores participantes del cuadro de individuales

### Cabezas de serie
| Favorito | País                  | Jugador              | Rank1 | Posición en el torneo |
| -------- | --------------------- | -------------------- | ----- | --------------------- |
| 1        | Bandera de Kazajistán | Aleksandr Nedovyesov | 128   | Semifinales           |
| 2        | Bandera de Polonia    | Michał Przysiężny    | 170   | Segunda ronda         |
| 3        | Bandera de Bélgica    | Ruben Bemelmans      | 173   | FINAL                 |
| 4        | Bandera de Eslovaquia | Andrej Martin        | 175   | Segunda ronda         |
| 5        | Bandera de Italia     | Andrea Arnaboldi     | 178   | Primera ronda         |
| 6        | Bandera de Alemania   | Julian Reister       | 181   | Segunda ronda         |
| 7        | Bandera de Alemania   | Tim Pütz             | 183   | Primera ronda         |
| 8        | Bandera de Italia     | Matteo Viola         | 190   | Primera ronda         |

- 1 Se ha tomado en cuenta el ranking del 19 de enero de 2015.

### Otros participantes
Los siguientes jugadores recibieron una invitación, por lo tanto ingresan directamente al cuadro principal (WC):
- Daniel Cox
- Ewan Moore
- Daniel Smethurst
- Alexander Wardr

Los siguientes jugadores ingresan al cuadro principal tras disputar el cuadro clasificatorio (Q):
- Pirmin Haenle
- Matwé Middelkoop
- Joshua Milton
- Marcus Willis

## Campeones

### Individual Masculino
Challenger de Glasgow 2015 (individual masculino)
- Niels Desein derrotó en la final a  Ruben Bemelmans por 7–6(7–4), 2–6, 7–6(7–4)

### Dobles Masculino
Challenger de Glasgow 2015 (dobles masculino)
- Wesley Koolhof /  Matwé Middelkoop derrotaron en la final a  Sergei Bubka /  Aleksandr Nedovyesov por 6–1, 6–4